# Качалін Кирило Іванович
Кирило Іванович Качалін (нар. 1904, село Стрельниково-Картавцево Мценського повіту Орловської губернії, тепер Орловської області, Російська Федерація — січень 1979, місто Тамбов, Російська Федерація) — радянський партійний діяч, 1-й секретар Іркутського обкому ВКП(б). Кандидат у члени ЦК ВКП(б) у 1939—1947 роках. Депутат Верховної Ради СРСР 1-го скликання (у 1941—1946 роках).

## Біографія
Народився в селянській родині. У травні 1914 — травні 1922 року — наймит у заможних селян в селі Стрельниково-Картавцево Орловської губернії.
У червні 1922 — жовтні 1924 року — конюх радгоспу «Ржавець» села Сетухи Новосельського повіту Тульської губернії. У 1924 році вступив до комсомолу.
У листопаді 1924 — травні 1928 року — прядильник Московської прядильно-ткацької фабрики імені Фрунзе.
Член ВКП(б) з травня 1928 року.
У червні 1928 — вересні 1929 року — голова правління клубу «Комуна», у жовтні 1929 — травні 1932 року — завідувач постачання, заступник директора Московської прядильно-ткацької фабрики імені Фрунзе.
У липні 1932 — жовтні 1933 року — заступник директора Лікінської прядильно-ткацької фабрики міста Орєхово-Зуєво. У листопаді 1933 — вересні 1934 року — заступник директора Другої прядильної фабрики міста Орєхово-Зуєво Московської області.
У вересні 1934 — серпні 1935 року — директор комбінату підсобних підприємств при Орєховському бавовняному тресті Московської області.
У вересні 1935 — травні 1938 року — студент Промислової академії легкої індустрії в місті Іваново, закінчив чотири курси.
У травні — липні 1938 року — 1-й секретар Южського районного комітету ВКП(б) Івановської області.
У липні — листопаді 1938 року — 2-й секретар Івановського обласного комітету ВКП(б).
У листопаді 1938 — січні 1939 року — відповідальний організатор відділу керівних партійних органів ЦК ВКП(б) в Москві.
У січні 1939 — 8 липня 1944 року — 1-й секретар Іркутського обласного комітету ВКП(б).
У серпні 1944 — червні 1945 року — заступник голови виконавчого комітету Краснодарської міської ради депутатів трудящих Краснодарського краю.
У червні 1945 — січні 1946 року — 1-й секретар Красногвардійського районного комітету ВКП(б) міста Краснодара.
У лютому 1946 — червні 1947 року — заступник секретаря по промисловості Тамбовського обласного комітету ВКП(б).
У червні 1947 — січні 1950 року — заступник завідувача промислового відділу Тамбовського обласного комітету ВКП(б).
У січні — серпні 1950 року — інспектор Головного управління у справах промислової і споживчої кооперації при Раді Міністрів СРСР.
У вересні 1950 — вересні 1956 року — голова правління Тамбовської обласної промислової ради.
У 1956 році закінчив чотири курси Вищої партійної школи при ЦК КПРС.
У вересні 1956 — лютому 1958 року — начальник Тамбовського обласного управління місцевої промисловості.
У лютому 1958 — березні 1959 року — начальник Тамбовського обласного управління постачання і збуту. З березня по липень 1959 року — на пенсії.
У липні 1959 — квітні 1962 року — директор Тамбовського чавунопрокатного заводу.
З квітня 1962 по вересень 1964 року — на пенсії.
У вересні 1962 — лютому 1966 року — інженер з техніки безпеки, у лютому 1966 — лютому 1967 року — заступник директора Тамбовського заводу будівельних матеріалів.
З лютого 1967 року — на пенсії в місті Тамбові. Помер в січні 1979 року.

## Нагороди
- орден Трудового Червоного Прапора
- ордени
- медалі